# Anampses caeruleopunctatus
 Anampses caeruleopunctatus és una espècie de peix de la família dels làbrids i de l'ordre dels perciformes.

## Morfologia
Els mascles poden assolir els 42 cm de longitud total.

## Distribució geogràfica
Es troba des del Mar Roig fins a Sud-àfrica, l'Illa de Pasqua, Japó i Austràlia.